# Tập tính gắn bó ở loài sói
Tập tính gắn bó là một tập tính khi một con vật hình thành một liên kết mạnh mẽ với con người hoặc động vật khác. Tập tính động vật gần gũi với đối tượng chúng muốn gắn bó là đặc trưng điển hình cho sự gắn bó. Nhiều nghiên cứu đã chỉ ra rằng chó thể hiện tập tính gắn bó với người chăm sóc cho chúng. Chó sói là động vật có tính xã hội cao và các tương tác xã hội trong bầy của chúng phù hợp với tiêu chí để hình thành nên hành vi gắn bó ở động vật. Vì chó có liên quan mật thiết đến chó sói, nhiều nhà điều tra đã nghiên cứu tập tính gắn bó giữa chó sói và con người. Những con sói được nuôi trong khoảng thời gian từ 3 đến 7 tuần đã thể hiện tập tính gắn bó với những người chăm sóc cho chúng.
Tập tính này biểu lộ thông qua việc sói thích gần gũi với người chăm sóc của nó thông qua cách giao tiếp và bằng cách chào hỏi người chăm sóc thường xuyên hơn so với người lạ. Vì sói là động vật chưa được thuần hóa nên đây là một ví dụ về tập tính gắn bó với động vật chưa thuần hóa. Một nghiên cứu khác cho thấy những con sói được nuôi dưỡng rời xa sói mẹ trong 16 tuần bởi những người chăm sóc lại cho thấy tập tính gắn bó với một người lạ hơn là người chăm sóc chúng.